# 奥扎诺-德尔艾米利亚
奥扎诺-德尔艾米利亚是意大利艾米利亚-罗马涅大区博洛尼亚省的一个镇。